# Dinheiro antigo
Dinheiro antigo é "a riqueza herdada de famílias estabelecidas de classe alta (ou seja, nobreza, patriciado)" ou "uma pessoa, família ou linhagem que possui riqueza herdada". É uma classe social de ricos que conseguiram manter sua riqueza ao longo de várias gerações, geralmente se referindo a membros percebidos da aristocracia de fato em sociedades que historicamente não têm uma classe aristocrática oficialmente estabelecida (como os Estados Unidos), em contraste com o dinheiro novo, cuja riqueza foi adquirida dentro de sua própria geração.

## Riqueza e classe
Riqueza — ativos mantidos por um indivíduo ou por uma família — fornece uma dimensão importante de estratificação social porque pode passar de geração em geração, garantindo que os descendentes de uma família permanecerão financeiramente estáveis. Famílias com "dinheiro antigo" usam ativos acumulados ou poupanças para cobrir interrupções na renda, protegendo-se assim contra a mobilidade social descendente.

### Estados Unidos
- Aldrich, Nelson W. (1996). Old Money: The Mythology of Wealth in America. New York: Allworth Press. ISBN 9781880559642
- Allen, Irving Lewis. "WASP—From Sociological Concept to Epithet", Ethnicity 2.2 (1975): 153–162.
- Baltzell, E. Digby. Philadelphia Gentlemen: The Making of a New Upper Class (1958).
- Beckert, Sven. The monied metropolis: New York City and the consolidation of the American bourgeoisie, 1850–1896 (2003).
- Brooks, David. Bobos in paradise: The new upper class and how they got there (2010)
- Davis, Donald F. "The Price of Conspicious [sic] Production: The Detroit Elite and the Automobile Industry, 1900–1933." Journal of Social History 16.1 (1982): 21–46. online
- Farnum, Richard. "Prestige in the Ivy League: Democratization and discrimination at Penn and Columbia, 1890–1970." in Paul W. Kingston and Lionel S. Lewis, eds. The high-status track: Studies of elite schools and stratification (1990).
- Foulkes, Nick. High Society – The History of America's Upper Class, (Assouline, 2008) ISBN 2759402886.
- Fraser, Steve and Gary Gerstle, eds. Ruling America: A History of Wealth and Power in a Democracy, Harvard University Press, 2005, ISBN 0-674-01747-1.
- Ghent, Jocelyn Maynard, and Frederic Cople Jaher. "The Chicago Business Elite: 1830–1930. A Collective Biography." Business History Review 50.3 (1976): 288–328. online
- Hood, Clifton. In Pursuit of Privilege: A History of New York City's Upper Class and the Making of a Metropolis (2016). Covers 1760–1970.
- Ingham, John N. The Iron Barons: A Social Analysis of an American Urban Elite, 1874–1965 (1978)
- Jaher, Frederic Cople, ed. The Rich, the Well Born, and the Powerful: Elites and Upper Classes in History (1973), essays by scholars
- Jaher, Frederick Cople. The Urban Establishment: Upper Strata in Boston, New York, Chicago, Charleston, and Los Angeles (1982).
- Lundberg, Ferdinand: The Rich and the Super-Rich: A Study in the Power of Money Today (1968)
- McConachie, Bruce A. "New York operagoing, 1825–50: creating an elite social ritual." American Music (1988): 181–192. online
- Maggor, Noam. Brahmin Capitalism: Frontiers of Wealth and Populism in America's First Gilded Age (Harvard UP, 2017); 304 pp. online review
- Ostrander, Susan A. (1986). Women of the Upper Class. [S.l.]: Temple University Press. ISBN 978-0-87722-475-4
- Phillips, Kevin P. Wealth and Democracy: A Political History of the American Rich, Broadway Books 2003, ISBN 0-7679-0534-2.
- Story, Ronald. (1980) The forging of an aristocracy: Harvard & the Boston upper class, 1800-1870
- Williams, Peter W. Religion, Art, and Money: Episcopalians and American Culture from the Civil War to the Great Depression (2016), especially in New York City